# Nepošteno poslovanje
Nepošteno poslovanje predstavlja obmanjujuće poslovanje, nasrtljivo poslovanje kao i povredu dužnosti obaveštavanja u skladu sa Zakonom o zaštiti potrošača. Poslovanje se smatra nepoštenim ukoliko je protivno zahtevima profesionalne pažnje, ukoliko preti bitno da naruši ekonomsko ponašanje u vezi sa proizvodom, prosečnog potrošača na koga se to poslovanje odnosi. Svaki trgovac ima obavezu da potrošača podrobno obavesti o detaljima plaćanja, servisiranju, garanciji, roku isporuke, ceni s uključenim taksama i porezom, mogućnost raskida ugovora i eventualnom depozitu, a ukoliko nešto od toga propusti da navede, kupac će moći da raskine ugovor. 
Uvođenje novog Zakona o zaštiti potrošača doneće sa sobom i niz značajnih novina. Izmenjena je definicija potrošača, pod kojim se sada podrazumeva isključivo fizičko lice.Akcenat se sada stavlja na obrazovanje i informisanje potrošača pre odluke o kupovini. Takođe, uveden je i pojam ugroženog potrošača pri uslugama od opšteg ekonomskog interesa i određena je njegova posebna zaštita.

## Vrste nepoštenog poslovanja
U vrste nepoštenog poslovanja spadaju obmanjujuće poslovanje i nasrtljivo poslovanje.

### Obmanjujuće poslovanje
Obmanjujuće poslovanje podrazumeva poslovanje trgovca kojim navodi potrošača da donese pogrešnu ekonomsku odluku tako sto mu daje netačna obaveštenja. Pod obmanjivanjem se smatra dovođenje prosečnog potrošača u zabludu. Na zabludu se misli, u pogledu: postojanja ili prirode proizvoda, cene ili načina na koji je obračunata ili postojanja određenih pogodnosti u pogledu cene, kao i potreba za servisiranjem, delovima, zamenom ili popravkom.
Obmanjujuće poslovanje postoji i ako trgovac oglašava proizvod koristeći upoređujuće oglašavanje, čime otežava razlikovanje među proizvodima, među žigovima, i naziva proizvoda ili oznake konkurenata.

#### Oblici poslovanja koji se smatraju obmanjujućim
Neki od najčešćih oblika poslovanja koji se smatraju obmanjujućim tržišnim nastupanjem su:
- neistinita tvrdnja trgovca da postupa u skladu sa određenim kodeksom ponašanja
- neovlašćeno isticanje oznake kvaliteta, znaka od poverenja ili nekog sličnog znaka od strane trgovca
- neisitinita tvrdnja trgovca ili stvaranje, stvaranje pogrešnog utiska da je određeni proizvod u prometu u skladu sa pozitivnim propisima
- neistinita tvrdnja trgovca da proizvod leči određenu bolest, poremećaj funkcije
- tvrdnja trgovca da određeni proizvod povećava šansu u pobedi u igrama na sreću
- zloupotreba pojma "garancija" i izraza sa sličnim značenjem pri zaključenju ugovora o prodaji robe i oglašavanju prilikom prodaje, i mnogi drugi

#### Obmanjujući i opasni proizvodi
Obmanjujućim proizvodom se smatra svaki proizvod koji nije prehrambeni, ali svojim izgledom, oblikom, veličinom, bojom, mirisom, pakovanjem, oznakom, količinom ili na drugi način na njega podseća. Odličan primer za to je mirišljava gumica za brisanje. Samim tim postoji verovatnoća da ga potrošači upotrebe kao prehrambeni proizvod.
Što se tiče opasnih proizvoda, njima se podrazumeva svaki proizvod koji nije bezbedan, a mogućnost postizanja viših nivoa bezbednosti ili dostupnost drugih proizvoda koji predstavljaju manji stepen rizika, ne može biti dovoljan osnov, da se određeni proizvod smatra "opasnim". Kao primer za "opasne" proizvode mogu se navesti različiti pirotehnički proizvodi, upaljači za cigarete, tečna goriva, sredstava za čišćenje, boje i lakovi, kao i mnogi drugi.
Da bi se smanjio rizik rukovanja opasnim proizvodima u domaćinstvu može se pribeći upotrebi materijala koji su bezopasni. Konkretno, navešćemo kao primer upotrebu alternativnih proizvoda kod sredstava za čišćenje. Postoji pet osnovnih sastojaka koji mogu da posluže kao alternativa u čišćenju, a to su: soda bikarbona, čist sapun, belo sirće, boraks i soda za pranje. Radi se o ekološki čistim proizvodima koji u kombinaciji sa nekim dodacima mogu postići odlične rezultate. 
Takođe, bitno je napomenuti da prilikom kupovine proizvoda treba obratiti pažnju da li na nalepnici postoji neki od znakova ili reči koje upozoravaju na potencijalnu opasnost.
Proizvođači koji na tržište stavljaju proizvode koji su opasni,zakonom su kažnjivi.
Zakon predviđa novčane kazne koje iznose od 300.000 do 2.000.000 dinara. Pored proizvođača, isti iznos kazne predviđen je i za distributere koji obavljaju isporuku proizvoda za koje znaju ili bi trebalo da znaju da su opasni.

### Nasrtljivo poslovanje
Nasrtljivo poslovanje predstavlja uznemiravanje, postojanje prinude od strane trgovca, uključujući fizičku prinudu. Takođe uključuje i nedozvoljeni uticaj koji preti da naruši slobodu izbora ili ponašanje prosečnog potrošača u vezi sa određenim proizvodom, i na taj način utiče na njega da donese odluku koju inače ne bi doneo.
Nedozvoljeni uticaj nije nista drugo do zloupotreba pozicije moći, u cilju vršenja pritiska na potrošača čime se ograničava njegova sposobnost da razumno odlučuje, bez obzira da li se upotrebljava ili stavlja u izgled upotreba fizičke sile.
Neki od kriterijuma na osnovu kojih se utvrđuje nasrtljivo poslovanje su: upotreba pretećeg ili uvredljivog jezika ili ponašanja; vreme, mesto, priroda i trajanje nasrtljivog poslovanja i drugi.

#### Oblici poslovanja koji se smatraju nasrtljivim
Neki od primera poslovanja koji se bez obzira na okolnosti pojedinačnog slučaja smatraju nasrtljivim poslovanjem su:
- stvaranje utiska kod potrošača da ne može da napusti prostorije dok ne zaključi ugovor
- poseta potrošaču bez njegove prethodne saglasnosti osim radi ostvarivanja potraživanja iz ugovora
- višestruko obraćanje potrošaču, protivno njegovoj volji, telefonom, faksom i drugim sredsvom komunikacije na daljinu, osim radi ostvarivanja potraživanja iz ugovora
- direktno podsticanje dece putem oglasa da kupe ili utiču na roditelje ili druge odrasle osobe da za njih kupe proizvod koji je predmet oglašavanja
- zahtev potrošaču da plati, čuva ili vrati proizvod čiju isporuku nije tražio osim u slučajevima kupovine na daljinu itd.

Novčanom kaznom kazniće se pravno lice koje načini ovakvu vrstu prekršaja.

## Spoljašnje veze
- Zakon o zaštiti potrošača
- Kraj nasrtljivih trgovaca?[мртва веза]
- Centar za zaštitu potrošača
- U prodaji 600 opasnih igračaka!
- Šta je potrošač?
- Šta nije zaštita potrošača?